# Rainer von zur Mühlen
Rainer Adalbert Heinrich von zur Mühlen (* 25. Juli 1943 in Berlin) ist ein deutscher Sicherheitsberater und -planer für Unternehmen, Fachbuchautor, Verleger und Herausgeber. Er ist Gründer des Sicherheitsberatungs- und Rechenzentrumplanungsunternehmens von zur Mühlen’sche GmbH (VZM), der TeMedia Verlags GmbH und der SIMEDIA Akademie GmbH.

## Leben
Rainer von zur Mühlen ist der zweite Sohn von Heinrich von zur Mühlen und seiner Frau Erika, geb. Rogge.
Von zur Mühlen absolvierte eine kaufmännische Ausbildung. Ohne Abitur stattdessen mit einer Begabtensonderprüfung studierte er in Bochum und Köln Wirtschaftswissenschaften, Wirtschaftspsychologie und Pädagogik sowie Rechtswissenschaften. Ursprünglich wollte er Wirtschaftsprüfer werden. Als er feststellte, dass Wirtschaftsprüfer wenige oder keine fundierten Kenntnisse der EDV besaßen, bewarb er sich parallel zum Studium in Köln bei einem Computerhersteller, der ihn in ein Traineeprogramm aufnahm. Er lernte Programmieren und Operating an Großrechnern und hatte die Idee, wie Angreifer die Software so manipulieren könnten, dass sie sich bereichern könnten. Dabei fand er Wege, wie sich eine Entdeckung durch die Revision vermeiden ließ.
Der Leiter des Testrechenzentrums nahm mit ihm gemeinsam entsprechende Versuche durch Testläufe der Programmmanipulationen vor. Alle Versuche funktionierten und der Nachweis der Gefahr von Computerkriminalität in der Großrechnerwelt war erbracht. Der Computerhersteller engagierte ihn 1969 bereits in seinem Denktank für Zukunftsforschung rund um die EDV.
Von zur Mühlen entwickelte dabei Revisionstechniken, wie man solche Manipulationen aufdecken kann und hielt für den Hersteller einen Vortrag auf der Jahrestagung seiner Key Account Customer über die Entwicklung von Curricula zur Aus- und Fortbildung von EDV-Revisoren. Das führte zu spontanen Beratungsaufträgen von drei Großbanken, einem Chemiekonzern und einer Wohnungsbaugesellschaft. Die Beratertätigkeit begann während des dritten Semesters.
Von zur Mühlen verfasste eine Diplomarbeit zum Thema Computer-Kriminalität – Gefahren und Abwehrmaßnahmen, die 1972 bei Luchterhand als die weltweit erste Monographie zu diesem Thema erschien. Die Auflage von 5.400 Exemplaren war nach 18 Monaten vergriffen. Er beschreibt darin die Tatumstände in 36 Fällen von Computerkriminalität, die sich im Zeitraum von 1967 bis 1972 ereignet hatten und geht dabei darauf ein, wie Computerkriminalität mit technischen und organisatorischen Maßnahmen verhindert werden kann.
Aus seinem Einzelunternehmen entstand durch Umgründung 1972 die von zur Mühlen’sche GmbH, Sicherheitsberatung und Rechenzentrumsplanung. Mit seinem fast 40-köpfigen Team fest angestellter Informatiker und Ingenieure berät er heute große und mittlere Unternehmen. 1982 wurde die SIMEDIA Akademie GmbH gegründet, die sich zu einem Anbieter von Seminaren, Tagungen, Foren und Kongressen auf dem Themengebiet der Sicherheit entwickelte. 1974 gründete er im Handelsblatt Verlag den Informationsdienst Sicherheits-Berater, den er zusammen mit seinem Partner Peter Stürmann 1999 aus dem Handelsblatt Verlag herauskaufte und seither im TeMedia-Verlag zweimal monatlich herausgibt. Stürmann nahm er 1985 in die Geschäftsführung seiner Unternehmensgruppe mit auf.
Von zur Mühlen war ab 1977 auch Mitglied des Gründungsvorstands der Bonner Gesellschaft für Datenschutz und Datensicherheit (GDD) und ist Gründungsmitglied und Vorsitzender des 1995 gegründeten Bundesverbands unabhängiger deutscher Sicherheitsberater und -Ingenieure (BdSI). Mit seinem Team der VZM GmbH wirkt er bei der Weiterentwicklung und Fortschreibung der IT-Grundschutz-Kataloge des Bundesamtes für Sicherheit in der Informationstechnik (BSI) mit. Er ist zudem Mitglied im Zertifizierungsbeirat des TÜViT. Unter anderem gehörte er im Frühjahr 1992 zu dem Expertenkreis, der entgegen der aufkommenden internationalen Hysterie die Verbreitungsgefährlichkeit des „Michelangelo“-Computervirus anzweifelten.
Er ist seit 1975 verheiratet mit einer heute pensionierten Lehrerin und hat eine Tochter und einen Sohn. Seine Lebensgeschichte beschreibt er episondenweise in seinem 2022 erschienenen Buch Drei Leben im Gegenwind.

## Publikationen
- Rainer v. zur Mühlen: Computer-Kriminalität – Gefahren und Abwehrmaßnahmen. Hermann Luchterhand Verlag, Neuwied und Berlin 1972, ISBN 978-3-472-13515-9.
- Rainer v. zur Mühlen u. a.: Wirtschaftskriminalität – Möglichkeiten der Prophylaxe. Schriftenreihe des Verbandes der Vereine Creditreform Band 1, Verlag Walter Götze, Würzburg 1973, DNB 750185325
- Rainer v. zur Mühlen: Sicherheits-Management – Grundsätze der Sicherheitsplanung. 2. Überarbeitete und ergänzte Auflage, Boorberg Verlag, Stuttgart 2014, ISBN 978-3-415-05187-4.
- Rainer von zur Mühlen: „Wirkung von Sicherheitstechnik zur Erfüllung von Schutzzielen“, „Sicherheitsanalyse und Sicherheitsberatung“ sowie „BdSi – Bundesverband unabhängiger deutscher Sicherheitsberater und Ingenieure e. V.“ in Managementhandbuch Sicherheitswirtschaft und Unternehmenssicherheit, Boorberg Verlag, Stuttgart 2012, ISBN 978-3-415-04776-1.
- Rainer von zur Mühlen: Drei Leben im Gegenwind. TeMedia Verlags GmbH, Bonn 2022, ISBN 978-3-941350-09-0.

## Filmografie
- Datenschutz find' ich gut! (Lehrfilm VHS 10 Min.; Moderne Medien Technik SM GmbH, Bonn 1989/90)[21]